# Elecciones estatales de Morelos de 2003
Las Elecciones estatales de Morelos de 2003 se llevaron a cabo el domingo 6 de julio de 2003, simultáneamente con las elecciones federales y en ellas fueron renovados los titulares de los siguientes cargos de elección popular del estado mexicano de Morelos:
- 30 diputados estatales. 18 electos por mayoría relativa en cada uno de los Distritos Electorales y 12 por el principio de Representación proporcional mediante un sistema de listas.
- 33 ayuntamientos. Formados por un Presidente Municipal y regidores, electos para un periodo de tres años, no reelegibles de manera consecutiva.

## Resultados

### Congreso del Estado de Morelos
| Partido | Partido | Partido                              | Diputados        | Diputados                   | Diputados |
| Partido | Partido | Partido                              | Mayoría relativa | Representación proporcional | Total     |
| ------- | ------- | ------------------------------------ | ---------------- | --------------------------- | --------- |
|         |         | Partido Acción Nacional              | 9                | 0                           | 9/30      |
|         |         | Partido Revolucionario Institucional | 5                | 3                           | 8/30      |
|         |         | Partido de la Revolución Democrática | 4                | 4                           | 8/30      |
|         |         | Partido Verde Ecologista de México   | 0                | 3                           | 3/30      |
|         |         | Convergencia                         | 0                | 2                           | 2/30      |
| Total   | Total   | Total                                | 18               | 12                          | 30        |

### Ayuntamientos
Resultado de las elecciones intermedias en los Ayuntamientos por partido ganador.

| Partido | Partido                              | Municipios |
| ------- | ------------------------------------ | ---------- |
|         | Partido Revolucionario Institucional | 12/33      |
|         | Partido Acción Nacional              | 9/33       |
|         | Partido de la Revolución Democrática | 9/33       |
|         | Partido Verde Ecologista de México   | 2/33       |
|         | México Posible                       | 1/33       |
| Total   | Total                                | 33         |